# Hot Spot (Radioaktivität)
Als Hot Spot wird ein eng begrenzter, relativ stark radioaktiv kontaminierter Ort bezeichnet. Er kann zum Beispiel durch radioaktive Partikel entstehen, die von einem Nuklearunfall oder einer Kernwaffenexplosion stammen, vom Wind transportiert werden und sich ungleichmäßig an verschiedenen Stellen ablagern.
Hot Spots sind typisch für alle Arten radioaktiver Niederschläge, zum Beispiel aus Kernwaffenexplosionen und aus der Katastrophe von Tschernobyl im Jahr 1986. Die Sicherungsarbeiten in Tschernobyl wurden durch Hot Spots erschwert.
Während der Nuklearkatastrophe von Fukushima entstand ein auffälliger Hotspot in dem japanischen Dorf Iitate, das später vollständig evakuiert wurde. Auf dem Kraftwerksgelände entstanden durch die heftige Explosion eines Reaktorblocks Hotspots aus radioaktiven Abfällen mit bis zu 1000 Millisievert pro Stunde Strahlungsdosisleistung. Der Kraftwerksbetreiber erstellte zum Schutz der Arbeiter einen Geländeplan, auf dem diese Punkte eingezeichnet sind. Auch die Arbeiten in den Reaktorgebäuden wurden durch Hot Spots behindert. Man versuchte, sie mit Bleimatten abzudecken.
Bei Castortransporten von radioaktivem Abfall treten hin und wieder Hot Spots an den Transportbehältern auf. Zwar tritt aus den Castoren selbst kein radioaktives Material aus. Es kommt jedoch vor, dass durch das Kühlwasser kleine Partikel, z. B. aus dem Abklingbecken, in dem die Brennelemente zuvor gelagert waren, an den Behälter gelangen und so eine äußerliche Kontaminierung verursachen. Ebenso werden immer wieder Hot Spots auf den Beförderungsmitteln der Castorbehälter gefunden.
Radioaktive Hot Spots entstehen auch – beabsichtigt und in ungefährlichem Ausmaß – bei der Szintigrafie. Bei diesem medizinischen Verfahren werden radioaktive Stoffe in den menschlichen Körper eingebracht, um geschädigtes Gewebe ausfindig zu machen.